# Комсомол (Северо-Казахстанская область)
Комсомол (каз. Комсомол) — упразднённое село в районе Магжана Жумабаева Северо-Казахстанской области Казахстана. Входило в состав Писаревского сельского округа. Упразднено в 1998 году.

## Население
В 1989 году население села составляло 8 человек. Национальный состав: казахи.